# Milikini Failautusi
Milikini Failautusi (née le 2 février 1990 à Tuvalu) est une militante active sur les questions des droits de la jeunesse, du changement climatique, du genre, des droits de l'homme, des droits des autochtones, de la santé et des droits sexuels et reproductifs.
Failautusi est la coordinatrice du Conseil national de la jeunesse de Tuvalu et membre du Conseil de la jeunesse du Pacifique, des Pacific Climate Warriors et de la Pacific Young Women Leadership Alliance,. Elle représente Tuvalu à la Commission économique et sociale pour l'Asie et le Pacifique à Bangkok en 2014.
En 2014, Failautusi dénonce les barrières culturelles empêchant les femmes de Tuvalu de bénéficier des mêmes opportunités professionnelles que les hommes. Par exemple, les femmes ne peuvent pas être nommées aliki (chef). Elle déclare ainsi : « quand il s'agit de culture, les femmes ne [doivent] rien dire du tout. Elles n'ont pas leur mot à dire. Elles n'ont qu'à s'asseoir à l'arrière et soutenir les anciens ou leurs maris ou les chefs de leurs familles. . . Tout ce qu'elles ont à faire, c'est de les soutenir en apportant de l'argent, de nourriture et des soins aux bébés et aux familles ».
Milikini Failautusi milite pour une participation égale des femmes au gouvernement et dans les positions de pouvoir, est favorable à des salaires égaux pour les femmes et appelle à mettre fin aux violences domestiques et sexistes. 
Elle a été forcée de quitter son atoll pour s'installer sur l'île principale des Tuvalu, Funafuti, en raison de la montée des eaux due au changement climatique. 